# 1933 na televisão

## Nascimentos
| Data            | Nome                 | Profissão                                                    | Nacionalidade              | Observações | Ref    |
| --------------- | -------------------- | ------------------------------------------------------------ | -------------------------- | ----------- | ------ |
| 7 de janeiro    | Nicette Bruno        | atriz                                                        | Brasil                     | m. 2020     | [ 1 ]  |
| 9 de janeiro    | Paulo Goulart        | ator                                                         | Brasil                     | m. 2014     | [ 2 ]  |
| 19 de janeiro   | Luiz Carlos Arutin   | ator                                                         | Brasil                     | m. 1996     | [ 3 ]  |
| 27 de janeiro   | Ary Fontoura         | ator e diretor                                               | Brasil                     |             |        |
| 12 de fevereiro | João Soares Louro    | administrador de empresas e presidente da RTP                | Portugal                   | m. 2007     | [ 4 ]  |
| 9 de março      | Suzana Faini         | atriz                                                        | Brasil                     | m. 2022     | [ 5 ]  |
| 11 de março     | Léa Garcia           | atriz                                                        | Brasil                     | m. 2023     | [ 6 ]  |
| 12 de março     | Barbara Feldon       | atriz                                                        | Estados Unidos             |             |        |
| 14 de Março     | Manoel Carlos        | autor de telenovelas, escritor, diretor, produtor e ex- ator | Brasil                     |             |        |
| 30 de março     | Jean-Claude Brialy   | ator, realizador e cenarista                                 | França                     | m. 2007     | [ 7 ]  |
| 5 de abril      | Frank Gorshin        | ator                                                         | Estados Unidos             | m. 2005     | [ 8 ]  |
| 6 de abril      | Goulart de Andrade   | apresentador de televisão e jornalista                       | Brasil                     | m. 2016     | [ 9 ]  |
| 15 de abril     | Elizabeth Montgomery | atriz                                                        | Estados Unidos             | m. 1995     | [ 10 ] |
| 18 de abril     | Osmiro Campos        | ator e dublador                                              | Brasil                     | m. 2015     | [ 11 ] |
| 8 de junho      | Joan Rivers          | atriz, comediante e apresentadora de televisão               | Estados Unidos             | m. 2014     | [ 12 ] |
| 22 de junho     | Duse Nacaratti       | atriz                                                        | Brasil                     | m. 2009     | [ 13 ] |
| 16 de agosto    | Julie Newmar         | atriz, dançarina e cantora                                   | Estados Unidos             |             |        |
| 14 de setembro  | Harve Presnell       | ator, cantor                                                 | Estados Unidos             | m. 2009     | [ 14 ] |
| 17 de setembro  | Ronaldo Baptista     | ator, dublador e radialista                                  | Brasil                     | m. 2012     |        |
| 30 de setembro  | Dirce Migliaccio     | atriz                                                        | Brasil                     | m. 2009     | [ 15 ] |
| 21 de novembro  | Irma Alvarez         | atriz                                                        | Argentina (nasc.) · Brasil | m. 2007     | [ 16 ] |
| 29 de novembro  | Francisco Cuoco      | ator                                                         | Brasil                     | m. 2025     |        |
| 9 de dezembro   | Milton Gonçalves     | ator                                                         | Brasil                     | m. 2022     | [ 17 ] |
| 14 de dezembro  | Eva Wilma            | atriz                                                        | Brasil                     | m. 2021     | [ 18 ] |

## Mortes
| Data | Nome | Profissão | Nacionalidade | Observações | Ref |
| ---- | ---- | --------- | ------------- | ----------- | --- |